# Spinixestus armatus
Spinixestus armatus is een hooiwagen uit de familie Assamiidae.